# Kleinschmidtimyia paramonovi
Kleinschmidtimyia paramonovi är en tvåvingeart som beskrevs av Spencer 1963. Kleinschmidtimyia paramonovi ingår i släktet Kleinschmidtimyia och familjen minerarflugor. Inga underarter finns listade i Catalogue of Life.